# Еда (приток Лежи)
Еда — река в России, протекает по Грязовецкому району Вологодской области. Устье реки находится в 58 км от устья Лежи по левому берегу. Длина реки составляет 25 км.
Берёт начало примерно в 12 км к востоку от Грязовца, возле деревни Мелёнка (Перцевское муниципальное образование). Генеральное направление течения — на север. Протекает деревни Ржища, Климово, Паршино, Кошкино, Блазны.
Впадает в Лежу напротив деревни Маклаково. В трёх километрах выше устья в Еду по правому берегу впадает Прудовка, в 10 км выше устья по левому берегу — Едлаз.

## Данные водного реестра
По данным государственного водного реестра России относится к Двинско-Печорскому бассейновому округу, водохозяйственный участок реки — Северная Двина от начала реки до впадения реки Вычегда, без рек Юг и Сухона (от истока до Кубенского гидроузла), речной подбассейн реки — Сухона. Речной бассейн реки — Северная Двина.
Код объекта в государственном водном реестре — 03020100312103000006714.